# Liste der Monuments historiques in Brétigny (Oise)
Die Liste der Monuments historiques in Brétigny (Oise) führt die Monuments historiques in der französischen Gemeinde Brétigny auf.

## Liste der Bauwerke
| Bezeichnung      | Beschreibung | Standort | Kennzeichnung | Schutzstatus | Datum | Bild           |
| ---------------- | ------------ | -------- | ------------- | ------------ | ----- | -------------- |
| Kirche St-Hubert |              | (Lage)   | PA00114551    | Classé       | 1920  | weitere Bilder |

## Liste der Objekte
| Bezeichnung                       | Beschreibung                               | Standort              | Kennzeichnung | Schutzstatus | Datum | Bild |
| --------------------------------- | ------------------------------------------ | --------------------- | ------------- | ------------ | ----- | ---- |
| Grabplatte für Charles de Chepoix | Stein, erstes Viertel des 16. Jahrhunderts | im ehemaligen Priorat | PM60000405    | Classé       | 1913  |      |